# Chhagalnaiya (underdistrikt)
Chhagalnaiya är ett underdistrikt i Bangladesh. Det ligger i den sydöstra delen av landet, 130 km sydost om huvudstaden Dhaka.
I omgivningarna runt Chhagalnaiya växer huvudsakligen savannskog. Runt Chhagalnaiya är det ganska tätbefolkat, med 248 invånare per kvadratkilometer. Tropiskt monsunklimat råder i trakten. 